# Kevin Durant
Kevin Wayne Durant (Washington, D.C., 29 de setembro de 1988) é um jogador de basquete norte-americano que atua como ala. Atualmente joga no Houston Rockets, da National Basketball Association (NBA). Durant é amplamente considerado como um dos maiores jogadores de todos os tempos. 
Ele jogou uma temporada do basquete universitário pela Universidade do Texas e foi escolhido como a segunda escolha geral pelo Seattle SuperSonics no Draft da NBA de 2007. Ele jogou nove temporadas com a franquia, que se tornou o Oklahoma City Thunder em 2008, antes de assinar com o Golden State Warriors em 2016, vencendo os títulos de 2017 e 2018.
Ele ganhou dois títulos da NBA, um Prêmio de MVP da NBA, dois MVP das Finais da NBA, dois MVP do All-Star Game, quatro títulos de pontuação da NBA, o Prêmio de Novato do Ano e quatro medalhas de ouro nos Jogos Olímpicos. Durant também foi selecionado para nove times All-NBA e para onze All-Star Game da NBA. Em 2021, ele foi homenageado como um dos 75 maiores jogadores da história da NBA.
Fora das quadras, Durant é um dos jogadores de basquete mais bem pagos do mundo, em parte devido a acordos com empresas como a Foot Locker e Nike. Ele desenvolveu uma reputação de filantropia e regularmente lidera a liga em votos para o All-Star e vendas de camisas. Nos últimos anos, ele contribuiu para o The Players' Tribune como fotógrafo e escritor. Em 2012, arriscou-se a atuar, aparecendo no filme Thunderstruck, (no Brasil: "Troca de Talentos").

## Primeiros anos
Durant nasceu em 29 de setembro de 1988, em Washington, D.C., filho de Wanda e Wayne Pratt. Quando Durant era criança, seu pai abandonou a família; Wanda e Wayne acabaram se divorciando, e a avó de Durant, Barbara Davis, ajudou a criá-lo. Aos 13 anos, seu pai reentrou em sua vida e viajou pelo país com ele para torneios de basquete. Durant tem uma irmã, Brianna, e dois irmãos, Tony e Rayvonne.
Durant e seus irmãos cresceram no Condado de Prince George's, em Maryland, na periferia leste de Washington, D.C. Ele era excepcionalmente alto desde jovem e atingiu 1,83 m de altura enquanto ainda estava no ensino médio. Enquanto crescia, Durant queria jogar por seu time favorito, o Toronto Raptors, que tinha seu jogador favorito, Vince Carter. Ele jogou basquete na Associação Atlética Amadora (AAU) para vários times na área de Maryland e foi companheiro de equipe de futuros jogadores da NBA como Michael Beasley, Greivis Vásquez e Ty Lawson. Durante este tempo, ele começou a usar o 35 como seu número de camisa em homenagem ao seu treinador da AAU, Charles Craig, que foi assassinado aos 35 anos.
Depois de jogar basquete dois anos no National Christian Academy e um ano na Oak Hill Academy, Durant foi transferido para a Montrose Christian School em seu último ano. Antes do início da temporada, ele se comprometeu com a Universidade do Texas. No final do ano, ele foi nomeado o Jogador de Basquete do Ano pelo Washington Post, assim como o Jogador Mais Valioso do All-American McDonald's de 2006. Ele foi amplamente considerado como o segundo melhor prospecto do ensino médio de 2006, atrás de Greg Oden.

## Carreira universitária

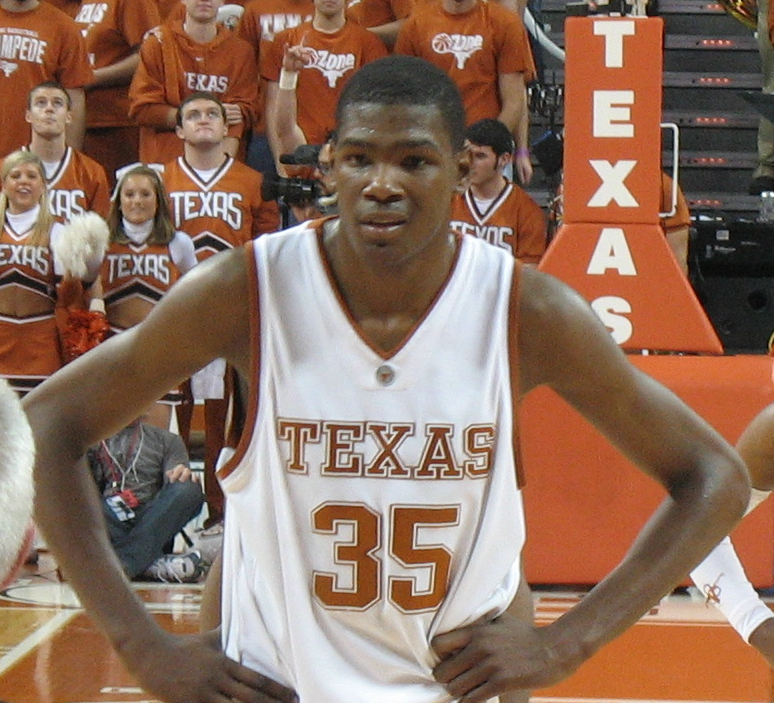
Durant com os Texas Longhorns em 2007

Na temporada universitária de 2006–07, Durant - que cresceu para 2,06 m - teve médias de 25,8 pontos, 11,1 rebotes e 1,3 assistências como um estudante da Universidade do Texas. Os Longhorns terminaram o ano com um recorde geral de 25–10 e um recorde de 12–4 na conferência. No Torneio da NCAA, Texas venceu na primeira rodada contra New Mexico State, mas foi derrotado na segunda rodada pela USC, apesar do desempenho de 30 pontos e nove rebotes de Durant.
Por seu desempenho excepcional na temporada, Durant foi reconhecido como o Melhor Jogador Nacional do Ano, ganhando o Prêmio John R. Wooden, o Prêmio de Jogador do Ano Naismith College e todas as outras oito honrarias e prêmios amplamente reconhecidos. Isso fez de Durant o primeiro calouro a ganhar qualquer um dos prêmios de Jogador Nacional do Ano. Após a temporada, ele se declarou para o Draft da NBA. Sua camisa #35 foi posteriormente aposentada pelos Longhorns.

## Carreira profissional

### Seattle SuperSonics (2007–2008)
Durant foi escolhido como a segunda escolha geral no Draft da NBA de 2007 pelo Seattle SuperSonics. Em seu primeiro jogo na temporada regular, Durant, de 19 anos, registrou 18 pontos, cinco rebotes e três roubos de bola contra o Denver Nuggets.
No final da temporada, ele foi nomeado o Novato do Ano após ter médias de 20,3 pontos, 4,4 rebotes e 2,4 assistências. Ele se juntou a Carmelo Anthony e LeBron James como os únicos jovens na história da liga com uma média de pelo menos 20 pontos por jogo durante uma temporada inteira.

### Oklahoma City Thunder (2008–2016)

#### Evolução (2008–2010)
Após a temporada de estreia de Durant, o SuperSonics mudou de Seattle para Oklahoma City, tornando-se o Thunder. A equipe também selecionou Russell Westbrook no Draft e eles formaram uma combinação All-Star nos anos seguintes. No NBA All-Star Weekend de 2009, Durant estabeleceu um recorde no Rookie Challenge de 46 pontos. No final do ano, ele havia aumentado sua média de pontuação em cinco pontos em relação à temporada anterior, para 25,3 pontos por jogo, e foi considerado um forte candidato ao Prêmio de Jogador que Mais Evoluiu, terminando em terceiro lugar na votação. Durant continuou a crescer durante seus primeiros anos na NBA, chegando finalmente a 2,11 m de altura.
Durante a temporada de 2009–10, Durant foi selecionado para seu primeiro All-Star Game. Thunder melhorou seu recorde de 27 vitórias no ano anterior e desafiou as expectativas de chegar aos playoffs. Com uma média de 30,1 pontos por jogo, Durant se tornou o mais jovem campeão de pontuação da NBA e foi selecionado para sua primeira equipe All-NBA. Em sua estreia nos playoffs, ele marcou 24 pontos na derrota no Jogo 1 contra o Los Angeles Lakers. Oklahoma City iria perder a série em seis jogos, mas o desempenho da equipe levou muitos analistas a classificá-la como uma próxima candidata ao título.

#### Chegando longe nosplayoffs(2010–2013)

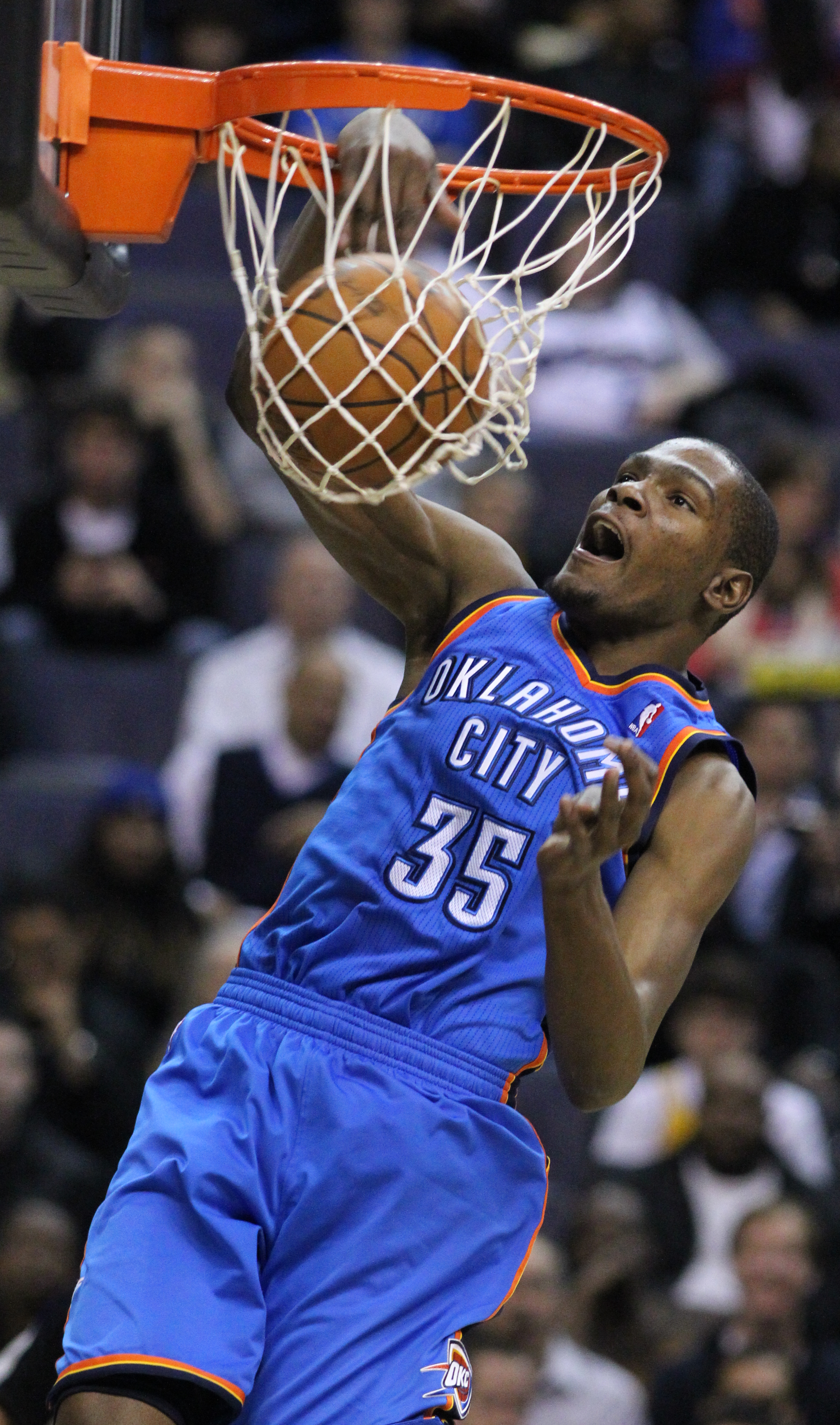
Durant fazendo uma enterrada em março de 2011 como um membro do Oklahoma City Thunder.

Antes do início da temporada de 2010-11, Durant anunciou via Twitter que havia assinado uma extensão de contrato de cinco anos com o Thunder no valor de aproximadamente 86 milhões de dólares. Pelo segundo ano consecutivo, ele liderou a pontuação da NBA, com média de 27,7 pontos por jogo. Sob a liderança de Durant, o Thunder venceu 55 jogos e teve a quarta melhor campanha na Conferência Oeste. Nos playoffs, o Oklahoma City derrotou o Denver Nuggets e o Memphis Grizzlies a caminho de um confronto das finais da Conferência contra o Dallas Mavericks, perdendo em cinco jogos.
Em 19 de fevereiro da temporada de 2011–12 encurtada pela greve, Durant registrou seu primeiro jogo de 50 pontos na carreira, marcando 51 pontos contra o Denver Nuggets. No All-Star Game de 2011, ele marcou 36 pontos e recebeu o Prêmio de MVP do All-Star Game. Durant terminou o ano com uma média de pontuação de 28 pontos por jogo, representando seu terceiro título consecutivo. Nessa temporada, Thunder venceu 47 jogos e entrou nos playoffs como a segunda melhor campanha da Conferência Oeste. Oklahoma City viria a derrotar o Dallas Mavericks, Los Angeles Lakers e o San Antonio Spurs antes de perder para o Miami Heat nas finais. Nas finais da NBA, Durant liderou todos os jogadores com 30,6 pontos por jogo.
Com uma média de pontuação de 28,1 pontos por jogo na temporada de 2012–13, Durant falhou em defender seu título de pontuação. Terminando o ano com um recorde de 60–22, Oklahoma City teve a melhor campanha na Conferência Oeste. Na primeira rodada dos playoffs contra o Houston Rockets, Westbrook rasgou o menisco, forçando-o a perder o restante da pós-temporada. Sem Westbrook, Durant recebeu mais responsabilidade e teve uma média de 30,8 pontos por jogo, o recorde de sua carreira, durante os playoffs. Apesar disso o Oklahoma City acabou sendo eliminado na segunda rodada pelo Memphis Grizzlies em cinco jogos.

#### Temporada de MVP (2013–14)
Em janeiro da temporada de 2013–14, Durant teve uma média de 35,9 pontos por jogo, marcando 30 ou mais pontos em 12 jogos consecutivos, incluindo o recorde de sua carreira de 54 pontos contra o Golden State Warriors. Em abril, ele ultrapassou o recorde de Michael Jordan em jogos consecutivos marcando 25 pontos ou mais com 41 jogos.
O Thunder terminou a temporada com 59 vitórias e Durant foi eleito o MVP da NBA com médias de 32 pontos, 7,4 rebotes e 5,5 assistências. Na primeira rodada dos playoffs, ele enfrentou contra o jogo físico do Memphis Grizzlies, convertendo apenas 24% de seus arremessos no Jogo 4. Após 5 jogos, o Thunder perdia a série por 3-2, levando o jornal The Oklahoman a chamar Durant de "Sr. Não Confiável". Ele respondeu marcando 36 pontos na vitória do Jogo 6. O Oklahoma City acabou eliminando Memphis e o Los Angeles Clippers antes de perder para os Spurs nas finais da conferência em seis jogos.

#### Temporadas finais com o Thunder (2014–2016)

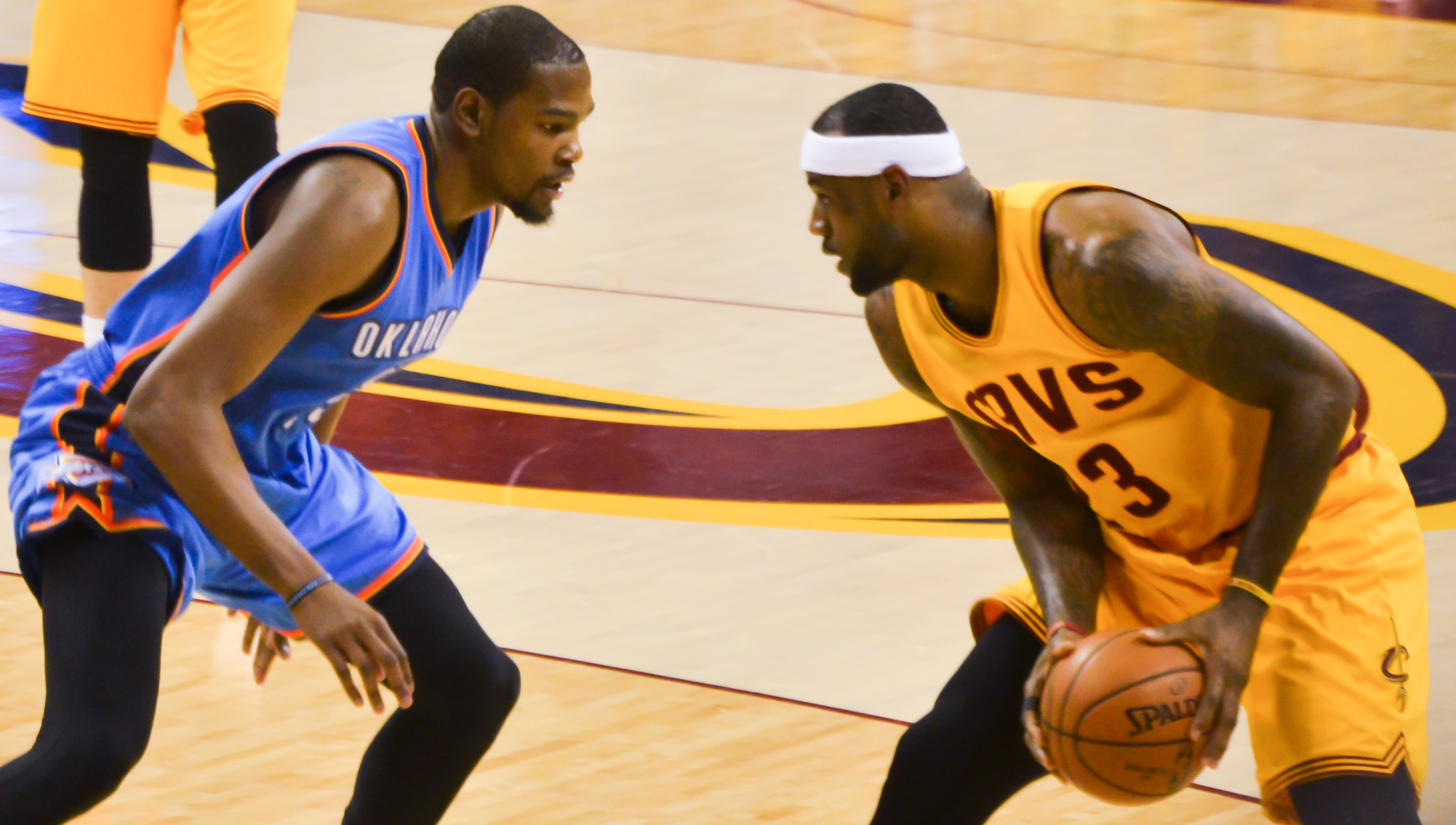
Durant marcando LeBron James em janeiro de 2015

Antes do início da temporada de 2014–15, Durant foi diagnosticado com uma fratura no pé direito e foi descartado por seis a oito semanas. Posteriormente, ele perdeu os primeiros 17 jogos do ano, fazendo sua estreia na temporada em 2 de dezembro contra o New Orleans Pelicans. Em 18 de dezembro, ele machucou o tornozelo contra o Golden State Warriors, retornando à ação em 31 de dezembro contra o Phoenix Suns e marcando 44 pontos. Ele então torceu o dedão do pé esquerdo no final de janeiro. Em 22 de fevereiro, ele foi afastado das quadras novamente após passar por um pequeno procedimento para ajudar a reduzir a dor e o desconforto em seu pé direito e, em 27 de março, ele foi oficialmente descartado pelo resto da temporada após decidir se submeter a uma cirurgia no pé. Em apenas 27 jogos, ele teve médias de 25,4 pontos, 6,6 rebotes e 4,1 assistências.
No começo da temporada de 2015-16, Durant e Westbrook alcançaram várias marcas históricos juntos, incluindo se tornar o primeiro par de companheiros de equipe a marcar pelo menos 40 pontos em um único jogo desde 1996, fazendo isso em uma vitória sobre o Orlando Magic em 30 de outubro. Nessa temporada, Durant teve médias de 28,2 pontos, 8,2 rebotes, 5 assistências e 1,2 bloqueios, levando o Thunder a 55 vitórias e a terceira melhor campanha no Oeste. Depois de derrotar Dallas, o Oklahoma City enfrentou os Spurs na segunda rodada, começando perdendo a série por 2–1. No Jogo 4, Durant marcou 41 pontos na vitória do Thunder. Eles acabaram derrotando os Spurs em seis jogos e foram enfrentar o Golden State Warriors nas finais da conferência. Apesar de começaram ganhar por 3-1, Thunder foi eliminado em sete jogos, com Durant fazendo 27 pontos no Jogo 7.

### Golden State Warriors (2016–2019)

#### Free Agencyde 2016
Em 4 de julho, Durant anunciou suas intenções de assinar com o Golden State Warriors no The Players' Tribune. O movimento foi recebido negativamente por fãs e analistas, que sentiram que ele escolheu o caminho mais fácil, deixando um time que estava perto de chegar às finais para se juntar a seus oponentes, que os derrotaram e estavam saindo de um temporada recorde de 73 vitórias. Em 7 de julho, Durant assinou oficialmente com o Golden State em um contrato de dois anos no valor de 54,3 milhões de dólares.
Refletindo sobre a mudança para a Sports Illustrated, Ben Golliver escreveu: "Ele escolheu uma chance de jogar para o ataque de maior pontuação que a NBA já viu em décadas. Ele escolheu a vida ao lado de Stephen Curry e Klay Thompson, o melhor arremessador na história, e ele optou por enfrentar Andre Iguodala e Draymond Green, dois defensores de elite, em treinos, em vez das finais da Conferência Oeste."

#### Bicampeonato (2016–2018)

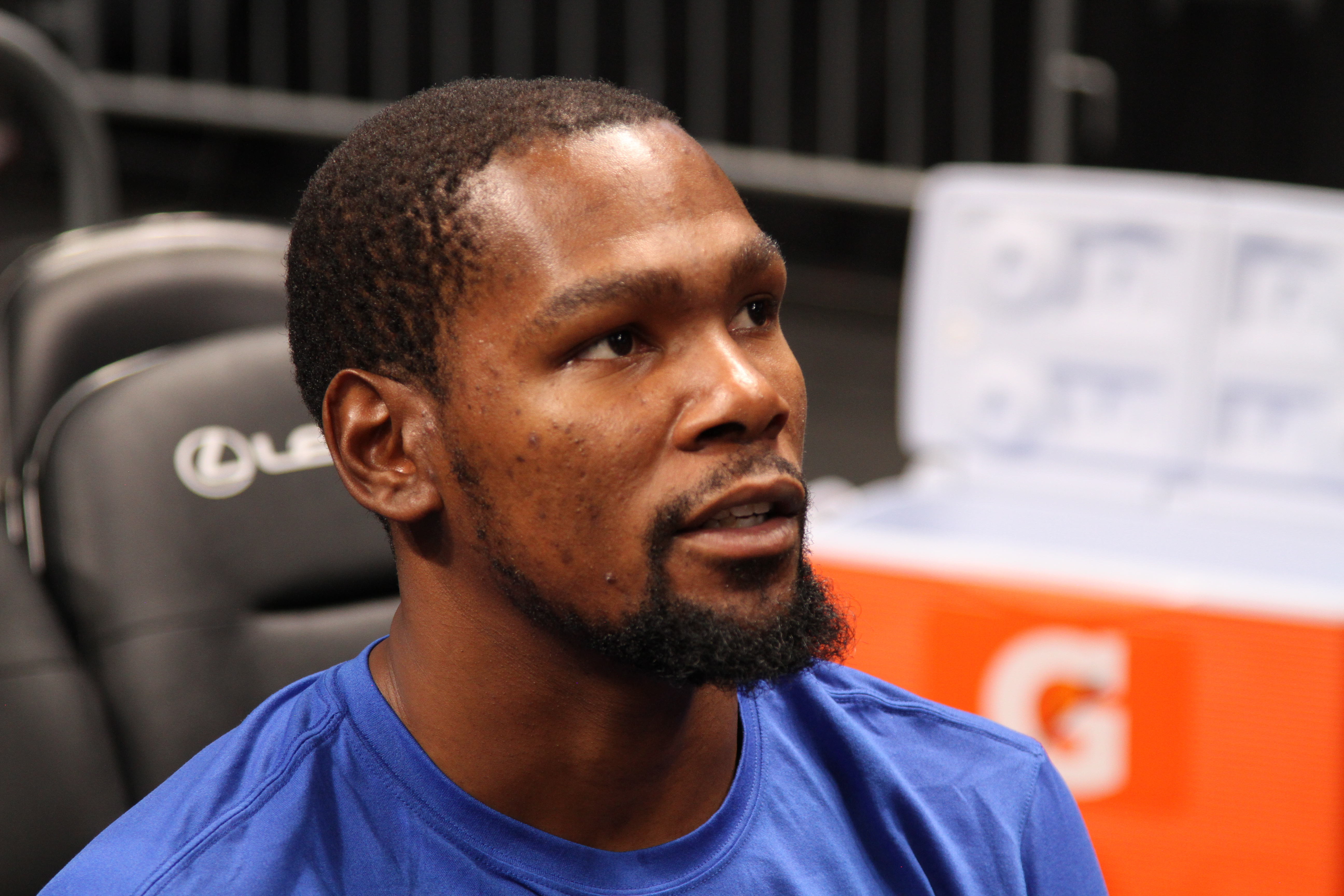
Durant após o aquecimento dos Warriors em 2017

Durant fez sua estreia pelos Warriors em 25 de outubro contra o San Antonio Spurs, marcando 27 pontos em uma derrota. Em 26 de novembro, ele registrou 28 pontos, 10 rebotes, cinco assistências e seis bloqueios, um recorde de sua carreira, na vitória sobre o Minnesota Timberwolves. Ele se tornou o primeiro jogador na história da equipe a terminar com pelo menos 25 pontos, 10 rebotes, cinco assistências e cinco bloqueios em um único jogo. Em 11 de fevereiro, em seu primeiro jogo de volta a Oklahoma City, Durant marcou 34 pontos enquanto era vaiado durante a noite. Em março, Durant sofreu uma entorse de grau 2 e uma contusão no osso tibial, que o forçou a perder os 19 jogos finais da temporada. O Golden State terminou a temporada com um recorde de 67-15 e entrou nos playoffs como a primeira melhor campanha.
Durant voltou da lesão a tempo para os playoffs e ajudou os Warriors a avançar para sua terceira final consecutiva, ao mesmo tempo que se tornou o primeiro time na história da liga a começar a pós-temporada por 12-0. No Jogo 1 da série, Durant registrou 38 pontos, oito rebotes e oito assistências para levar os Warriors a ultrapassar LeBron James e o atual campeão Cleveland Cavaliers. Durant então ajudou os Warriors a chegaram a 3-0 na série com um esforço de 31 pontos no Jogo 3. No Jogo 5, ele registrou 39 pontos, sete rebotes e cinco assistências em uma vitória decisiva na série. Nas finais, Durant teve médias de 35,2 pontos, 8,4 rebotes e 5,4 assistências e foi nomeado o MVP das Finais da NBA.
Após as finais, Durant recusou sua opção de renovação no valor de 27,7 milhões de dólares e se tornou um agente livre irrestrito. Em 25 de julho, ele assinou novamente com os Warriors por menos dinheiro do que o máximo, o que ajudou a franquia a criar espaço de teto salarial suficiente para manter intacta sua equipe principal e adicionar jogadores livres. Em 10 de janeiro da temporada de 2017-18, Durant marcou 40 pontos na derrota para os Clippers, tornando-se o segundo jogador mais jovem da história da liga a atingir a marca de 20.000 pontos. Em 23 de janeiro, ele registrou 14 assistências, o recorde de sua carreira, na vitória sobre o New York Knicks. Em 14 de fevereiro, ele marcou 50 pontos, a melhor marca da temporada, na derrota para o Portland Trail Blazers. Em março, ele perdeu jogos com uma costela fraturada, juntando-se aos companheiros de equipe Stephen Curry e Klay Thompson no final da temporada. O Golden State acabou terminando o ano com 58 vitórias.
No Jogo 1 das finais da Conferência Oeste, Durant marcou 37 pontos em uma vitória sobre o Houston Rockets. Os Warriors evitaram a eliminação no Jogo 6 e, no Jogo 7, Durant marcou 34 pontos, ajudando o Golden State a retornar às finais com uma vitória decisiva para a série. No Jogo 3 das finais, Durant registrou o recorde de sua carreira nos playoff com 43 pontos, 13 rebotes e sete assistências em uma vitória sobre os Cavaliers, levando os Warriors a uma vantagem de 3 a 0. O Golden State finalmente derrotou Cleveland e conquistou o seu segundo campeonato consecutivo. Com médias de 28,8 pontos, 10,8 rebotes e 7,5 assistências, Durant também ganhou seu segundo Prêmio de MVP das Finais.

#### Lesão (2018–19)

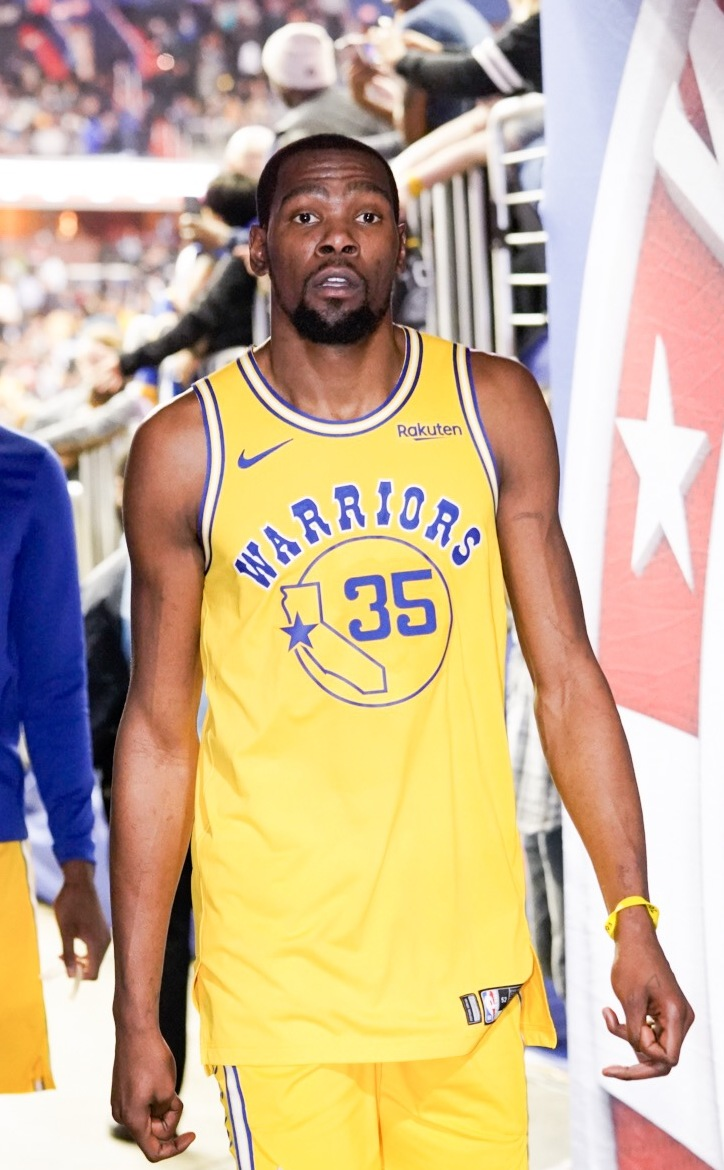
Durant em 2019, durante sua última temporada com os Warriors

Em 7 de julho de 2018, Durant assinou novamente com os Warriors em um contrato de dois anos e 61,5 milhões de dólares. Em 29 de novembro, Durant marcou 51 pontos, o recorde da temporada, na derrota por 131–128 para o Toronto Raptors, marcando 40 ou mais em seu terceiro jogo consecutivo. Com Curry e Green fora das quadras durante a maior parte de novembro, os Warriors terminaram o mês com um recorde de 15–8 e cinco derrotas consecutivas, depois de começar a temporada em 10–1.
No Jogo 5 da primeira rodada dos playoffs, ele marcou 45 pontos na derrota por 129-121 para o Los Angeles Clippers. No Jogo 6, ele marcou 50 pontos em uma vitória por 129-110 para fechar a série. Durante o Jogo 5 das semifinais da Conferência Oeste contra o Houston Rockets, Durant sofreu uma distensão na panturrilha direita, perdendo o Jogo 6, no qual o Warriors venceu a série, bem como todas os jogos das finais da Conferência Oeste contra o Portland Trail Blazers, que o Warriors ganhou em quatro jogos.
Depois de perder nove jogos com a distensão na panturrilha direita, Durant voltou à ação no Jogo 5 da Final da NBA contra o Toronto Raptors e marcou 11 pontos no primeiro quarto. No entanto, aos dois minutos do segundo quarto, ele sofreu uma lesão no tendão de Aquiles e saiu mancando da quadra. Os Warriors ganharam o jogo mas perderam as Finais da NBA no Jogo 6, encerrando sua busca pelo tricampeonato.

### Brooklyn Nets (2019–2023)
Em 30 de junho de 2019, Durant anunciou que planejava assinar com o Brooklyn Nets. Em 1 de julho, o CEO do Golden State, Joe Lacob, anunciou que o nº 35 de Durant não será mais usado pelos Warriors. Durant assinou com o Brooklyn em 7 de julho, em um acordo de negociação e assinatura.
Após sua lesão em junho de 2019, Durant decidiu que ficaria de fora por toda a temporada de 2019–20 para se recuperar. Em 22 de dezembro de 2020, Durant fez sua estreia no Nets, registrando 22 pontos, cinco rebotes, três assistências e três roubos de bola em uma vitória por 125-99 sobre o Golden State Warriors.

### Phoenix Suns
Em 2 de março de 2023, Kevin Durant estreou pelo Phoenix Suns na vitória sobre o Charlotte Hornets por 105 a 91. Ele acertou 10 arremessos de 15 tentativas e deixou 23 pontos no jogo.
Em 30 de novembro de 2023, Kevin Durant, entrou para a lista dos dez maiores pontuadores da história da NBA com 27.423 pontos. Ele marcou 30 pontos na derrota do Suns para o Nuggets.
Kevin Durant marcou   15 pontos na derrota dos Phoenix Suns frente ao Orlando Magic (113-98) em 29 de janeiro de 2024 e chegou aos 28.003 pontos na NBA, tornando-se, no domingo, no 10.º jogador na história a superar os 28 mil.
Em 25 de janeiro de 2024, a NBA anunciou os titulares do All-Star Game 2024 e Durant foi um dos selecionados para compor o time titular do Oeste.

## Seleção Nacional

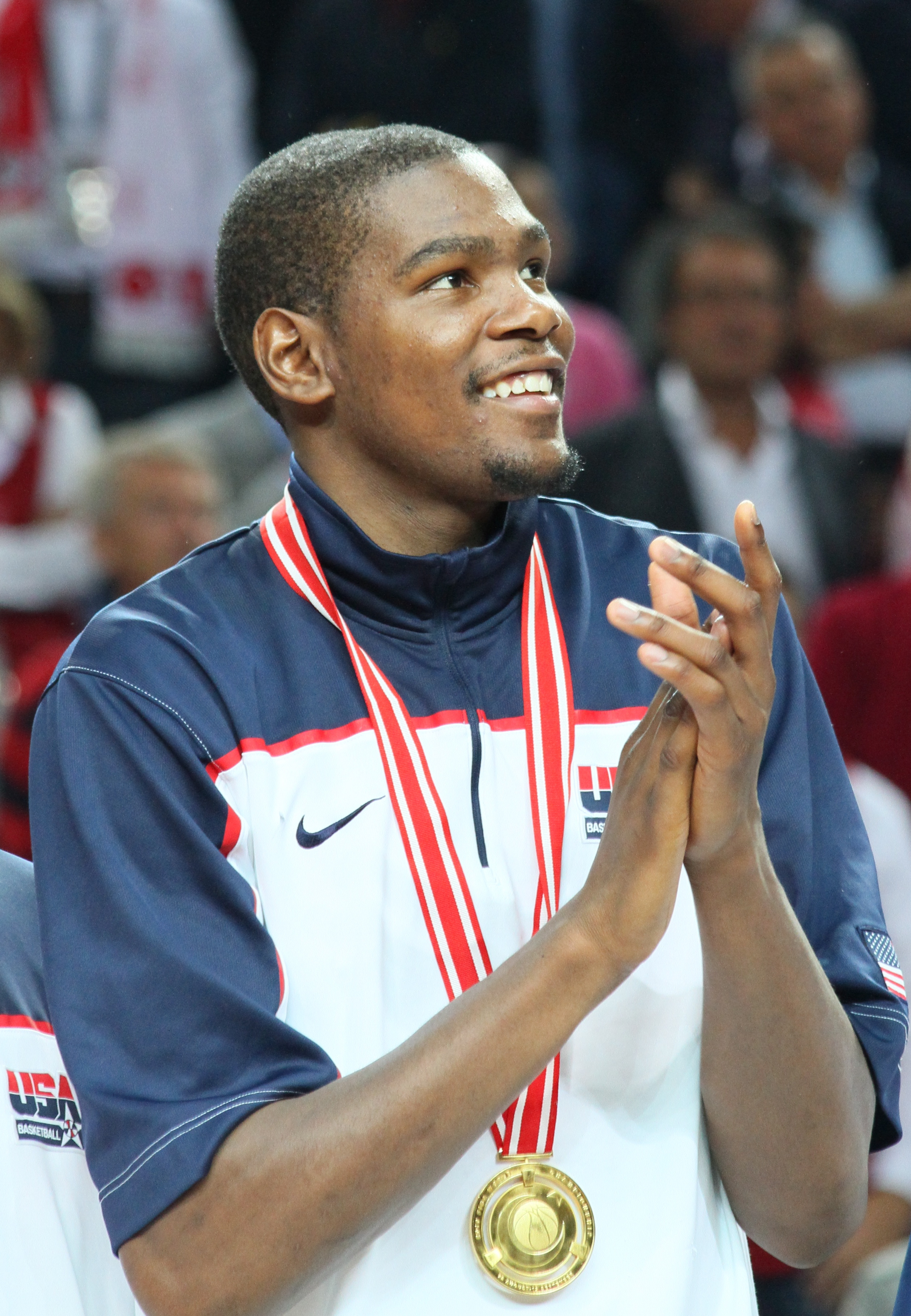
Durant com sua medalha de ouro do Campeonato Mundial de 2010 na Turquia

Em fevereiro de 2007, Durant recebeu um convite para o campo de treinamento da Seleção Americana. Apesar de um bom desempenho, ele foi cortado do time quando seu elenco foi reduzido para o limite de doze jogadores. O técnico Mike Krzyzewski citou a experiência dos jogadores restantes como o fator decisivo para fazer o corte. Durant foi finalmente selecionado para a Seleção no Campeonato Mundial de 2010 e tornou-se o líder porque outros All-Stars não estavam disponíveis. No torneio, ele liderou o time dos EUA ao seu primeiro título mundial da FIBA desde 1994, ganhando o Prêmio de MVP do torneio no processo. Suas médias finais foram de 22,8 pontos, 6,1 rebotes, 3,1 assistências e 1,4 roubos de bola em nove jogos.
Nos Jogos Olímpicos de Verão de 2012, Durant estabeleceu o recorde de pontos totais marcados em um torneio olímpico de basquete. Com médias de 19,5 pontos, 5,8 rebotes, 2,6 assistências e 1,6 roubos de bola, ele ajudou a seleção a ficar invicta rumo à medalha de ouro. Na partida final do torneio, ele marcou 30 pontos.
A menos de um mês do início do Campeonato Mundial de 2014, Durant anunciou que abandonaria a competição, citando o cansaço mental e físico como motivos para sua saída. Ele voltou à equipe dos EUA em 2016 para as Olimpíadas, onde os levou à medalha de ouro. Em reconhecimento ao seu desempenho, Durant foi nomeado o Co-Atleta Masculino do Ano de 2016, juntamente com Carmelo Anthony, pela segunda vez em sua carreira.
Kevin Durant tornou-se o maior cestinha da história dos Estados Unidos no basquete na história dos Jogos Olímpicos. Com os 23 pontos marcados na vitória americana sobre a República Tcheca por 119 a 84, nos Jogos Olímpicos de Verão de 2020, em Tóquio, Durant chegou a 339 pontos em Olimpíadas e superou Carmelo Anthony, que tinha 336 pontos. Isso se deu devido sua pontuação nos três primeiros jogos, contudo, o time americano chegou a final ampliando ainda mais o número de pontos do ala; ao final dos jogos, Durant terminou com 124 pontos. Marcou nos seis jogos da campamha americana, contra França (10 pontos),[carece de fontes?] República Tcheca (23 pontos), Espanha (29 pontos), Austrália (23 pontos) e França (29 pontos).
Durant disputou os Jogos Olímpicos de Paris 2024, conquistando sua quarta medalha de ouro com a seleção estadunidense. A conquista o fez se tornar o primeiro atleta masculino a possuir quatro medalhas olímpicas de ouro, feito alcançado até então apenas pela jogadora Lisa Leslie.

## Perfil do jogador

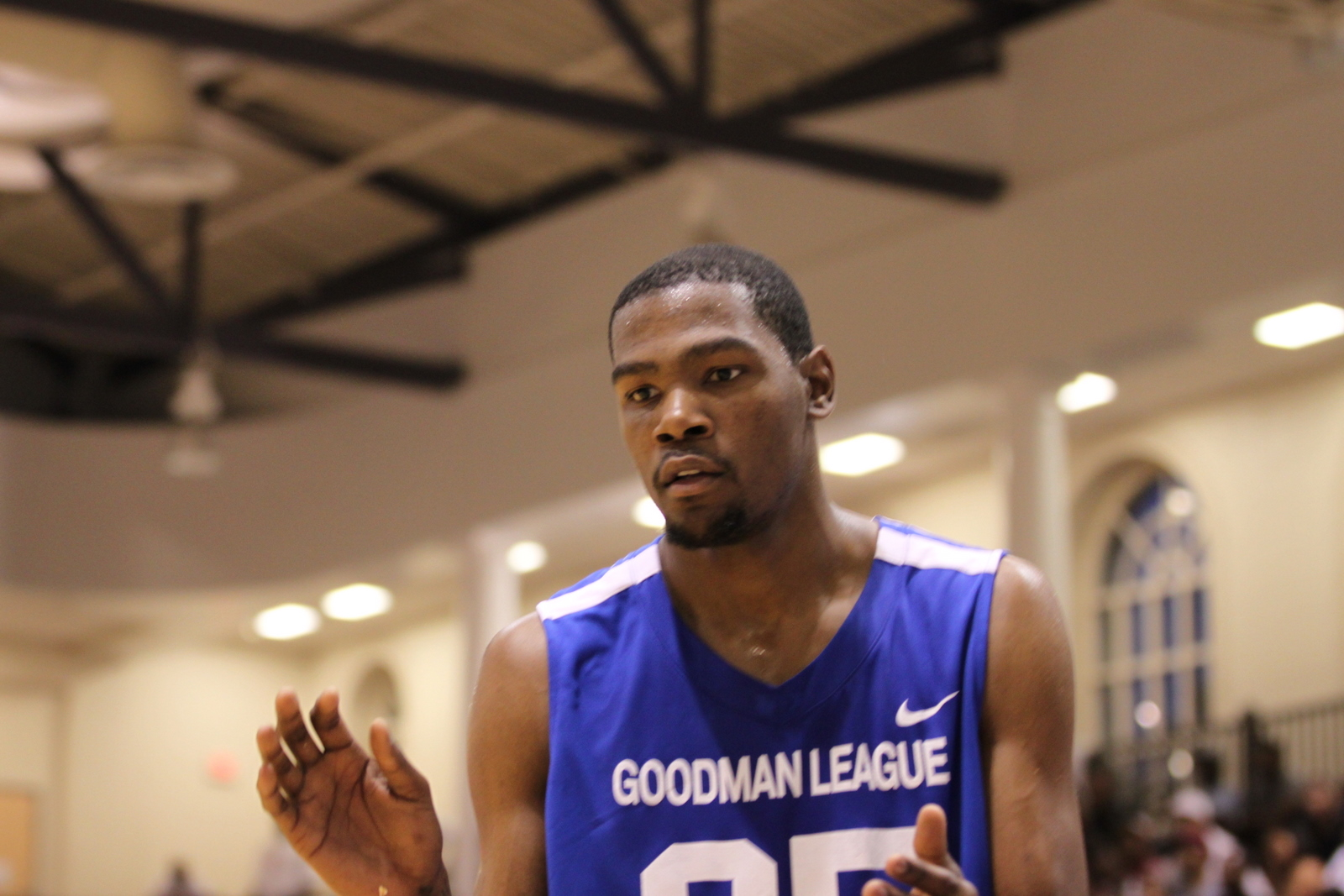
Durant jogando em um jogo entre a Drew League e a Goodman League em agosto de 2011

A altura de Durant é oficialmente de 2,11 m e sua posição principal é ala. As médias de sua carreira são 27,0 pontos, 7,1 rebotes e 4.1 assistências por jogo. Amplamente considerado como um dos melhores jogadores de sua geração, Durant foi eleito para o All-NBA Team por oito vezes (2009–2014, 2016–2018) e foi eleito o Novato do Ano em sua temporada de estreia. Ele também ganhou um Prêmio de MVP e terminou em segundo lugar na votação por três vezes, uma tendência pela qual ele expressou frustração.
Durant é mais conhecido por sua prodigiosa habilidade de pontuação. De 2010 a 2014, ele ganhou quatro títulos de pontuação, tornando-se um dos únicos dois jogadores a ganhar quatro títulos de pontuação em um período de cinco anos. Em 2013, ele se tornar um dos apenas sete membros do clube 50–40–90. Ao longo de sua carreira, sua altura e 2,24 m de envergadura criaram problemas de confronto para as defesas, pois ele é capaz de obter um arremesso sem contestação. Ao entrar no garrafão, ele também se torna um finalizador forte no aro; por exemplo, ele converteu 72,2% das bandejas em 2012.
No início da carreira de Durant, ele foi criticado por sua constituição esguia, defesa e passes. Com o tempo, ele cresceu como jogador, aumentando seu número de assistências a cada ano de 2010 a 2014, embora sua visão geral ainda estivesse atrás dos melhores passadores da liga. Ele também mostrou melhora defensiva, com os oponentes tendo uma média de apenas 0,62 pontos por jogo contra ele em 2014. Ao ir para o Golden State, ele se tornou um defensor mais confiável e, em 2018, foi considerado para o prêmio de Jogador Defensivo do Ano da NBA.

## Vida pessoal

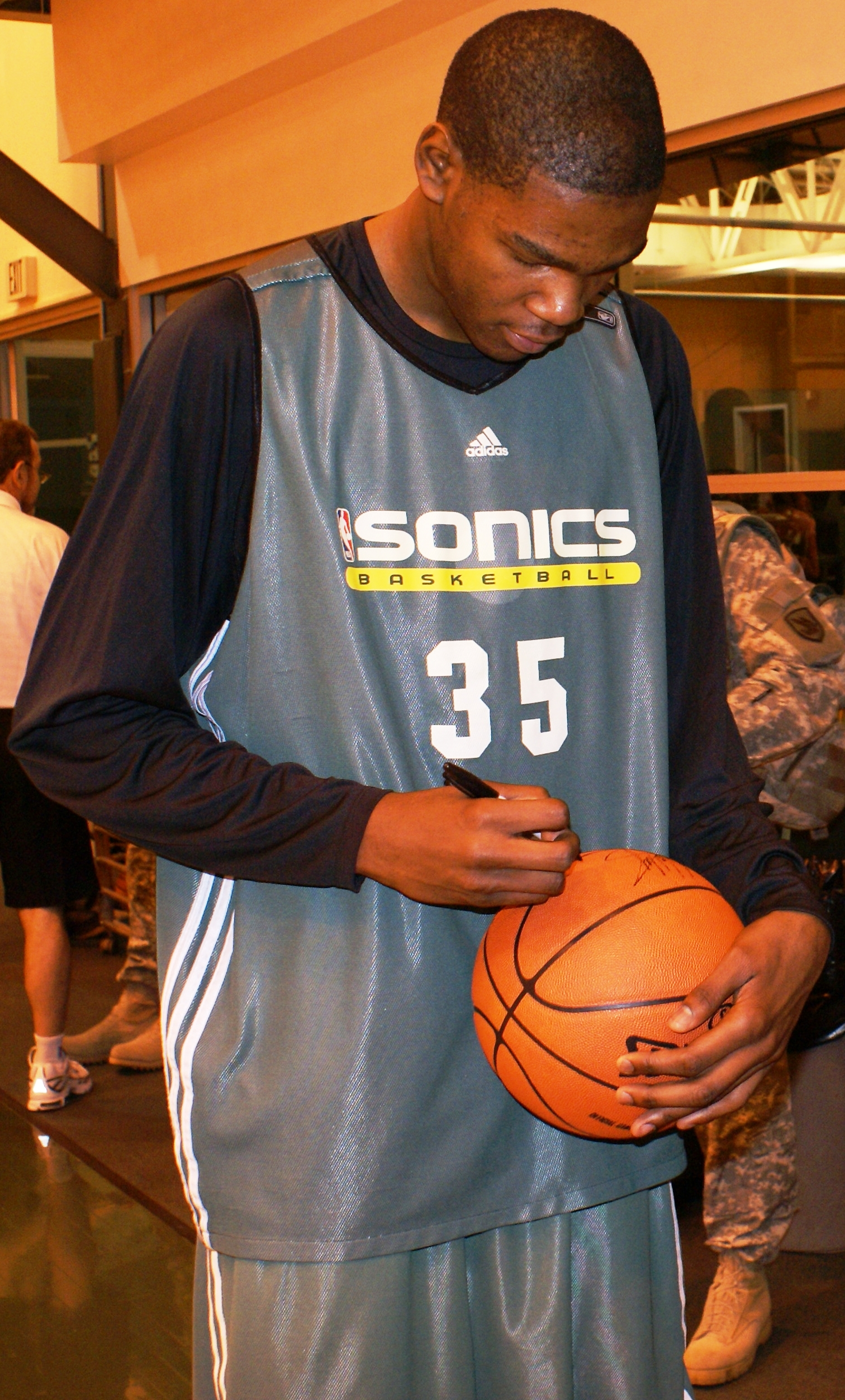
Durant dá um autógrafo após um treinos dos SuperSonics, em janeiro de 2008

Durant é muito próximo de sua mãe, Wanda, relacionamento que foi detalhado no filme The Real MVP: The Wanda Pratt Story. Durante seu tempo com o Thunder, Durant descreveu a si mesmo como um "garoto do ensino médio" que gosta de jogar videogame em seu tempo livre. Cristão, Durant tem tatuagens religiosas na barriga, no pulso e nas costas. Ele possui várias propriedades na área de Oklahoma City e listou sua residência principal, localizada no bairro nobre Club Villa, à venda por U$ 1,95 milhão em 2013. Naquele mesmo ano, ele abriu um restaurante, KD's Southern Cuisine, no bairro de Bricktown e brevemente ficou noivo de Monica Wright, uma jogadora da WNBA. Em 2016, ele foi fotógrafo credenciado pelo The Players' Tribune no Super Bowl 50.
Durant foi anteriormente representado pelos agentes Aaron Goodwin e Rob Pelinka. Ele deixou Pelinka em 2013 e assinou com o grupo Roc Nation, liderado por Jay-Z. Durant tem acordos de endosso com a Nike, Sprint, Gatorade, Panini, General Electric e 2K Sports. Em 2012, ele tentou atuar, aparecendo no filme infantil Thunderstruck. Em 2013, ele ganhou 35 milhões de dólares, tornando-se o quarto jogador de basquete mais bem pago daquele ano. Em entrevista à Sports Illustrated, Durant afirmou que, apesar de seu alto potencial de ganhos, "marketing global e tudo mais" não o interessa.
Um dos jogadores mais populares da liga, a camisa de Durant é regularmente classificada como uma das mais vendidas da NBA e ele é consistentemente um dos maiores votantes para o All-Star Game. No início de sua carreira, ele desenvolveu uma reputação por seu comportamento gentil; em 2013, a Foot Locker lançou uma série de comerciais chamando-o de "o cara mais legal da NBA", e se tornou uma figura amada em Oklahoma City, conhecido por suas "boas aventuras". Em 2014, ele fez parceria com KIND snacks e lançou StrongAndKind.com para mostrar que "ser gentil não é um sinal de fraqueza". Desde que se juntou aos Warriors, ele se tornou mais franco e controverso; por exemplo, ele estava envolvido em uma troca de mensagens no Twitter com C.J. McCollum em julho de 2018. Durant admitiu se sentir mais genuíno no Golden State do que em Oklahoma City, onde ele estava "apenas tentando agradar a todos".
Ao longo de sua carreira, Durant participou de causas filantrópicas. Em 2013, ele prometeu 1 milhão de dólares à Cruz Vermelha americana para as vítimas do Tornado de Moore em 2013. Sua generosidade inspirou o Thunder e a Nike a igualar sua doação. Ele também é porta-voz da filial de Washington, D. C. da P'Tones Records, um programa musical pós-escola sem fins lucrativos de âmbito nacional.
Em 2017, Durant se envolveu com o YouTube. Em fevereiro, ele visitou a sede da plataforma para uma palestra. Em 7 de abril de 2017, ele criou uma conta no YouTube e logo começou a enviar vlogs de transmissão ao vivo para ela. Em seu primeiro vlog, ele detalhou: "Estou muito animado porque saí da mídia social. Saí do Instagram, Twitter, todas essas coisas, só para me distanciar um pouco. Mas alguém me convenceu a entrar no YouTube". Em junho de 2020, o canal de Durant no YouTube recebeu mais de 790.000 assinantes e 38 milhões de visualizações. Em 13 de fevereiro de 2018, a Deadline relatou que Durant, em parceria com a Imagine Television do produtor Brian Grazer, criará um drama com roteiro de basquete para a Apple.
Em 2020, a empresa Thirty Five Ventures de Durant produziu Basketball County, um documentário sobre basquete juvenil no condado de Prince George's County, Maryland. Durant atuou como produtor executivo e apareceu em entrevistas.
Em 15 de junho de 2020, Durant se tornou um proprietário minoritário do time da MLS, Philadelphia Union, adquirindo uma participação de 5% com a possibilidade de adicionar outros 5% em um futuro próximo.
Durant foi incluído na lista das 100 pessoas mais influentes de 2018 da revista Time.

## Estatísticas na NBA
| † | Campeão da NBA           |
|   | Líder da Liga            |
|   | MVP da Temporada Regular |

#### Temporada Regular
| Ano      | Equipe     | PJ    | PT    | MPJ  | AP   | 3P   | LL   | RT  | AS  | BR  | TO  | PPJ  |
| -------- | ---------- | ----- | ----- | ---- | ---- | ---- | ---- | --- | --- | --- | --- | ---- |
| 2007–08  | Seattle    | 80    | 80    | 34.6 | .430 | .288 | .873 | 4.3 | 2.4 | 1.0 | 0.9 | 20.3 |
| 2008-09  | Oklahoma   | 74    | 74    | 39.0 | .476 | .422 | .863 | 6.5 | 2.8 | 1.3 | 0.7 | 25.3 |
| 2009-10  | Oklahoma   | 82    | 82    | 39.5 | .476 | .365 | .900 | 7.6 | 2.8 | 1.4 | 1.0 | 30.1 |
| 2010-11  | Oklahoma   | 78    | 78    | 38.9 | .462 | .350 | .880 | 6.8 | 2.7 | 1.1 | 1.0 | 27.7 |
| 2011-12  | Oklahoma   | 66    | 66    | 38.6 | .496 | .387 | .860 | 8.0 | 3.5 | 1.3 | 1.2 | 28.0 |
| 2012-13  | Oklahoma   | 81    | 81    | 38.5 | .510 | .416 | .905 | 7.9 | 4.6 | 1.4 | 1.3 | 28.1 |
| 2013-14  | Oklahoma   | 81    | 81    | 38.5 | .503 | .391 | .873 | 7.4 | 5.5 | 1.3 | 0.7 | 32.0 |
| 2014-15  | Oklahoma   | 27    | 27    | 33.8 | .510 | .403 | .854 | 6.6 | 4.1 | 0.9 | 0.9 | 25.4 |
| 2015-16  | Oklahoma   | 72    | 72    | 35.8 | .505 | .388 | .898 | 8.2 | 5.0 | 1.0 | 1.2 | 28.2 |
| 2016-17  | Warriors † | 62    | 62    | 33.4 | .537 | .375 | .875 | 8.3 | 4.9 | 1.1 | 1.6 | 25.1 |
| 2017-18  | Warriors † | 68    | 68    | 34.2 | .516 | .419 | .889 | 6.8 | 5.4 | 0.7 | 1.8 | 26.4 |
| 2018-19  | Warriors   | 78    | 78    | 34.6 | .521 | .353 | .885 | 6.4 | 5.9 | 0.7 | 1.1 | 26.0 |
| 2020-21  | Brooklyn   | 35    | 32    | 33.1 | .537 | .450 | .882 | 7.1 | 5.6 | 0.7 | 1.3 | 26.9 |
| 2021-22  | Brooklyn   | 55    | 55    | 37.2 | .518 | .383 | .910 | 7.4 | 6.4 | 0.9 | 0.9 | 29.9 |
| 2022-23  | Brooklyn   | 39    | 39    | 36.0 | .559 | .376 | .934 | 6.7 | 5.3 | 0.8 | 1.5 | 29.7 |
| 2022-23  | Phoenix    | 8     | 8     | 33.6 | .570 | .537 | .833 | 6.4 | 3.5 | 0.3 | 1.3 | 26.0 |
| 2023-24  | Phoenix    | 75    | 75    | 37.2 | .523 | .413 | .856 | 6.6 | 5.0 | 0.9 | 1.2 | 27.1 |
| 2024-25  | Phoenix    | 62    | 62    | 36.5 | .527 | .430 | .839 | 6.0 | 4.2 | 0.8 | 1.2 | 26.6 |
| Carreira | Carreira   | 1.123 | 1.120 | 36.7 | .502 | .390 | .882 | 7.0 | 4.4 | 1.0 | 1.1 | 27.2 |
| All-Star | All-Star   | 12    | 10    | 25.9 | .525 | .351 | .897 | 6.0 | 3.8 | 1.7 | .4  | 22.7 |

#### Play-in
| Ano  | Equipe   | PJ | PT | MPJ  | AP   | 3P   | LL    | RT  | AS   | BR  | TO  | PPJ  |
| ---- | -------- | -- | -- | ---- | ---- | ---- | ----- | --- | ---- | --- | --- | ---- |
| 2022 | Brooklyn | 1  | 1  | 41.7 | .563 | .500 | 1.000 | 5.0 | 11.0 | 2.0 | 3.0 | 25.0 |

#### Playoffs
|  | MVP das Finais |

| Ano      | Equipe     | PJ  | PT  | MPJ  | AP   | 3P   | LL   | RT  | AS  | BR  | TO  | PPJ  |
| -------- | ---------- | --- | --- | ---- | ---- | ---- | ---- | --- | --- | --- | --- | ---- |
| 2010     | Oklahoma   | 6   | 6   | 38.5 | .350 | .286 | .871 | 7.7 | 2.3 | 0.5 | 1.3 | 25.0 |
| 2011     | Oklahoma   | 17  | 17  | 42.5 | .449 | .339 | .838 | 8.2 | 2.8 | 0.9 | 1.1 | 28.6 |
| 2012     | Oklahoma   | 20  | 20  | 41.9 | .517 | .373 | .864 | 7.4 | 3.7 | 1.4 | 1.2 | 28.5 |
| 2013     | Oklahoma   | 11  | 11  | 44.1 | .455 | .314 | .830 | 9.0 | 6.3 | 1.3 | 1.1 | 30.8 |
| 2014     | Oklahoma   | 19  | 19  | 42.9 | .460 | .344 | .810 | 8.9 | 3.9 | 1.0 | 1.3 | 29.6 |
| 2016     | Oklahoma   | 18  | 18  | 40.3 | .430 | .282 | .890 | 7.1 | 3.3 | 1.0 | 1.0 | 28.4 |
| 2017     | Warriors † | 15  | 15  | 35.5 | .556 | .442 | .893 | 8.0 | 4.3 | 0.8 | 1.3 | 28.5 |
| 2018     | Warriors † | 21  | 21  | 38.4 | .487 | .341 | .901 | 7.8 | 4.7 | 0.7 | 1.2 | 29.0 |
| 2019     | Warriors   | 12  | 12  | 36.8 | .514 | .438 | .903 | 4.9 | 4.5 | 1.1 | 1.0 | 32.3 |
| 2021     | Brooklyn   | 12  | 12  | 40.4 | .514 | .402 | .871 | 9.3 | 4.4 | 1.5 | 1.6 | 34.3 |
| 2022     | Brooklyn   | 4   | 4   | 44.0 | .386 | .333 | .895 | 5.8 | 6.3 | 1.0 | 0.3 | 26.3 |
| 2023     | Phoenix    | 11  | 11  | 42.3 | .478 | .333 | .917 | 8.7 | 5.5 | 0.8 | 1.4 | 29.0 |
| 2024     | Phoenix    | 4   | 4   | 42.1 | .552 | .417 | .824 | 6.5 | 3.3 | .5  | 1.5 | 26.8 |
| Carreira | Carreira   | 170 | 170 | 40.5 | .477 | .356 | .868 | 7.8 | 4.2 | 1.0 | 1.2 | 29.3 |

Fonte:

## Prêmios e homenagens

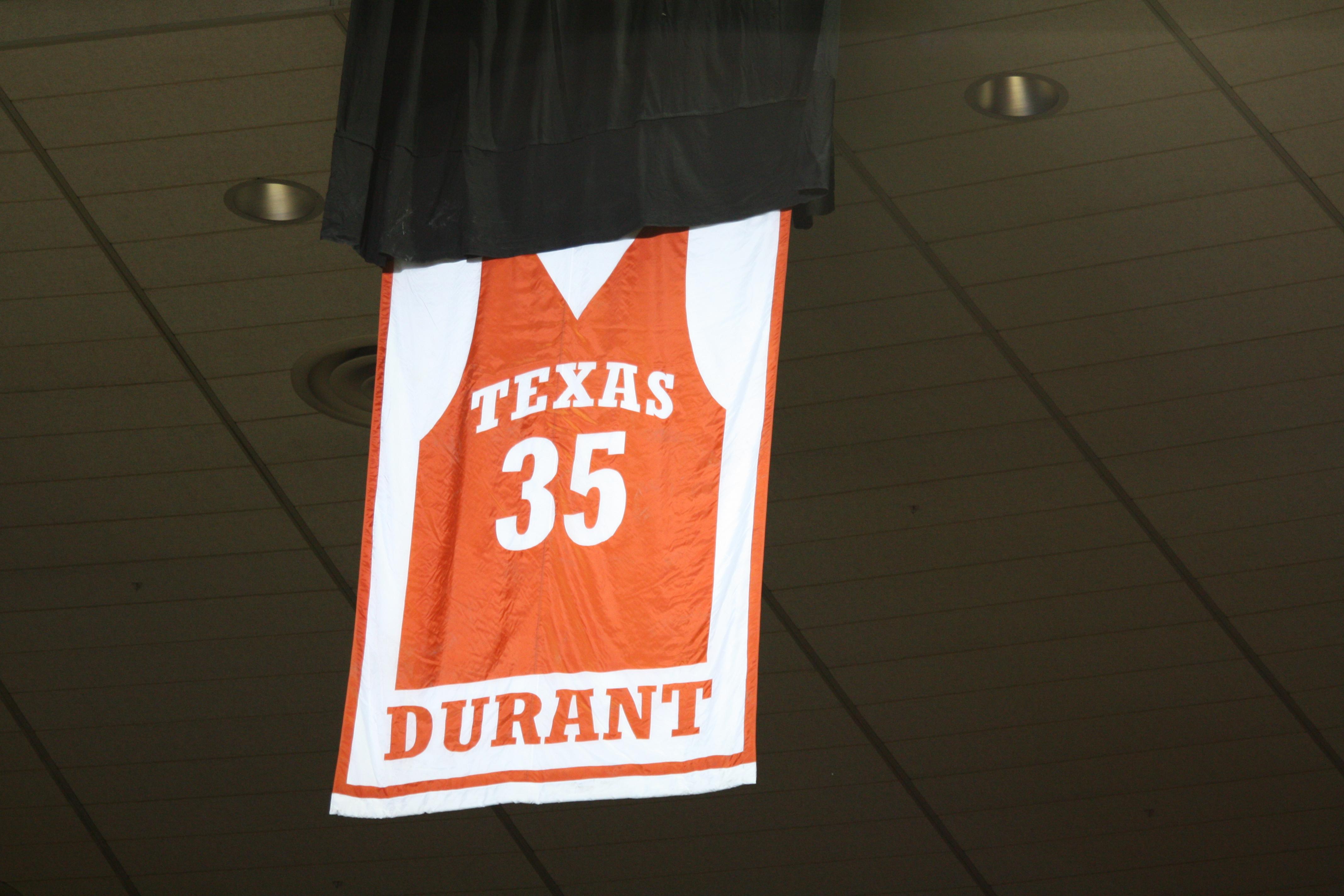
A camisa 35 de Durant foi aposentada pela Universidade do Texas

### NBA
- 2x Campeão da NBA: 2017 e 2018
- 2x MVP das Finais: 2017 e 2018
- NBA Most Valuable Player (MVP): 2013–14
- 4x NBA Scoring Champion: 2010, 2011, 2012 e 2014
- 50–40–90 club: 2013 e 2023
- NBA Rookie of the Year: 2008
- 2x NBA All-Star Game MVP: 2012 e 2019
- 15x NBA All-Star: 2010, 2011, 2012, 2013, 2014, 2015, 2016, 2017, 2018, 2019, 2021, 2022, 2023, 2024 e 2025
- 11x All-NBA Team:
  - Primeiro Time: 2010, 2011, 2012, 2013, 2014 e 2018
  - Segundo Time: 2016, 2017, 2019, 2022 e 2024
- NBA All-Rookie Team:
  - Primeiro Time: 2008
- Vencedor do H-O-R-S-E no All-Star Game: 2009 e 2010
- MVP do Rising Stars do All-Star Game: 2009

- Seleção dos Estados Unidos:
  - Jogos Olímpicos:
    -  Medalha de Ouro 2012[118]
    -  Medalha de Ouro 2016[118]
    -  Medalha de Ouro 2020[118]
    -  Medalha de Ouro 2024[118]

  - FIBA World Championship:
    -  Medalha de Ouro 2010

  - USA Basketball de Atleta do Ano: 2010, 2016 e 2021
- ESPY Award de Melhor Atleta Masculino: 2014
- ESPY Award de Melhor Jogador da NBA: 2014

### Recordes em jogos (NBA)
Recordes em jogos de Temporada Regular e Playoffs
| Tipo de estatística           | Temporada regular | Temporada regular                     | Temporada regular                             | Playoffs | Playoffs                                                 | Playoffs                                                 |
| Tipo de estatística           | Recorde           | Adversário                            | Data                                          | Recorde  | Adversário                                               | Data                                                     |
| ----------------------------- | ----------------- | ------------------------------------- | --------------------------------------------- | -------- | -------------------------------------------------------- | -------------------------------------------------------- |
| Pontos em um jogo             | 54                | Golden State Warriors                 | 17 de janeiro de 2014                         | 50       | Los Angeles Clippers                                     | 26 de abril de 2019                                      |
| Cestas convertidas em um jogo | 19                | Denver Nuggets Golden State Warriors  | 19 de fevereiro de 2012 17 de janeiro de 2014 | 15       | 4 Vezes                                                  |                                                          |
| Cestas tentadas em um jogo    | 34                | Los Angeles Lakers Utah Jazz          | 22 de abril de 2012 7 de janeiro de 2014      | 33       | Dallas Mavericks                                         | 18 de abril de 2016                                      |
| Lances livres convertidos     | 24                | Los Angeles Clippers                  | 23 de janeiro de 2019                         | 18       | Dallas Mavericks                                         | 17 de maio de 2011                                       |
| Lances livres tentados        | 26                | Los Angeles Clippers                  | 23 de janeiro de 2019                         | 19       | Dallas Mavericks                                         | 17 de maio de 2011                                       |
| Cestas de três convertidas    | 7                 | 5 vezes                               |                                               | 6        | Cleveland Cavaliers Los Angeles Clippers Houston Rockets | 6 de junho de 2018 26 de abril de 2019 4 de maio de 2019 |
| Cestas de três tentadas       | 15                | Phoenix Suns                          | 6 de abril de 2014                            | 14       | Los Angeles Clippers                                     | 26 de abril de 2019                                      |
| Rebotes ofensivos             | 4                 | 10 vezes                              |                                               | 4        | San Antonio Spurs                                        | 31 de maio de 2014                                       |
| Rebotes defensivos            | 17                | New Orleans Pelicans Toronto Raptors  | 28 de outubro de 2016 28 de dezembro de 2016  | 17       | Los Angeles Lakers                                       | 22 de abril de 2010                                      |
| Rebotes totais                | 18                | Minnesota Timberwolves                | 26 de janeiro de 2011                         | 19       | Los Angeles Lakers                                       | 22 de abril de 2010                                      |
| Assistências                  | 14                | New York Knicks                       | 23 de janeiro de 2018                         | 10       | Cleveland Cavaliers                                      | 8 de junho de 2018                                       |
| Roubos de bola                | 5                 | 4 vezes                               |                                               | 4        | Memphis Grizzlies Golden State Warriors                  | 9 de maio de 2011 24 de maio de 2016                     |
| Tocos                         | 7                 | New Orleans Pelicans Sacramento Kings | 20 de outubro de 2017 21 de fevereiro de 2019 | 5        | Memphis Grizzlies Cleveland Cavaliers                    | 24 de abril de 2014 4 de junho de 2017                   |
| Minutos jogados               | 53 (2OT)          | Orlando Magic                         | 30 de outubro de 2015                         | 56 (3OT) | Memphis Grizzlies                                        | 9 de maio de 2011                                        |